# Hypena umbrifera
Hypena umbrifera är en fjärilsart som beskrevs av Lucas 1895. Hypena umbrifera ingår i släktet Hypena och familjen nattflyn. Inga underarter finns listade i Catalogue of Life.